# Lliga Adriàtica de waterpolo
La Lliga Adriàtica de waterpolo, també anomenada Regionalna Vaterpolo Liga, és una lliga de waterpolo que reuneix clubs de Croàcia, Sèrbia, Montenegro i Eslovènia. Creada al 2008, en algunes edicions també hi ha participat equips d'Itàlia.
Els clubs participants en la lliga adriàtica, també participen en les seves respectives lligues domèstiques. A partir de la temporada 2019-20, deu clubs participen a la Lliga Regional de waterpolo A1 i dotze clubs participen a la Lliga Regional de waterpolo A2.

## Historial finals
| Temporada | Guanyador | Finalista | Resultat |
| --------- | --------- | --------- | -------- |
| 2008–09   | Jug       | Jadran    | –nota    |
| 2009–10   | Jadran    | Jug       | 11–8     |
| 2010–11   | Jadran    | Jug       | 9–7      |
| 2011–12   | Pro Recco | Primorje  | 15–4     |
| 2012–13   | Primorje  | Jug       | 9–8      |
| 2013–14   | Primorje  | Jug       | 8–7      |
| 2014–15   | Primorje  | Jug       | 15–9     |
| 2015–16   | Jug       | Primorje  | 9–5      |
| 2016–17   | Jug       | Jadran    | 15–3     |
| 2017–18   | Jug       | Mladost   | 15–8     |
| 2018–19   | Mladost   | Jug       | 13–12    |
| 2019–20   | Mladost   | Jug       | 15–11    |

nota La temporada 2008-09, la lliga es va en un sistema de tots contra tots.

## Títols
| Club      | Guanyador | Finalista | Anys campió                        | Anys finalista                                       |
| --------- | --------- | --------- | ---------------------------------- | ---------------------------------------------------- |
| Jug       | 4         | 6         | 2008–09, 2015–16, 2016–17, 2017–18 | 2009–10, 2010–11, 2012–13, 2013–14, 2014–15, 2018–19 |
| Primorje  | 3         | 2         | 2012–13, 2013–14, 2014–15          | 2011–12, 2015–16                                     |
| Jadran    | 2         | 2         | 2009–10, 2010–11                   | 2008–09, 2016–17                                     |
| Mladost   | 2         | 1         | 2018–19, 2019–20                   | 2017–18                                              |
| Pro Recco | 1         | 0         | 2011–12                            |                                                      |